# 剑南节度使
剑南节度使，开元七年（719年）升剑南度支营田处置兵马经略使设置剑南节度使，为天宝十节度之一。
治所在益州（今四川省成都市）。主要辖区是益州、彭州、蜀州、汉州、眉州、绵州、梓州、遂州、邛州、剑州、荣州、陵州、嘉州、普州、资州、巂州、黎州、戎州、维州、茂州、简州、龙州、雅州、泸州、合州25州和昆明军。相当于今四川省中部。后来辖境有所扩大，增加翼州、当州、柘州、松州、恭州、姚州、悉州、奉州、霸州、保宁都护府。统辖天宝军、平戎军、昆明军、宁远军、江南军、澄川军。至德二载（757年）分割为东川节度使、西川节度使。

## 历代節度使
- 齐景胄（717年—718年）
- 李濬（720年）
- 苏颋（720年—721年）
- 韦抗（721年—723年）
- 苏颋（723年—724年）
- 张敬忠（724年—725年）
- 张守洁（726年—727年）
- 李清（727年－735年）（遥领）
- 裴观（727年—728年）
- 宋之悌（729年—730年）
- 张敬忠（731年）
- 王昱（733年—735年）
- 张绍贞（735年—736年）
- 李尚隐（736年）
- 王昱（738年）
- 张宥（738年－739年）
- 章仇兼琼（739年－746年）
- 郭虚己（746年－749年）
- 鲜于仲通（749年－752年）
- 杨国忠（751年—755年）（遥领）
- 崔圆（752年－756年）
- 李璬（755年—756年）
- 李峘（757年）
- 卢元裕（757年－758年）
- 李之芳（758年－759年）
- 裴冕（759年－760年）